# 棘角蛇纹春蜓
棘角蛇纹春蜓（学名：Ophiogomphus spinicornis）也称宽纹北箭蜓，一种分布于中国北方及蒙古国、俄罗斯西伯利亚地区南部等地的蜻蜓，隶属于春蜓科蛇纹春蜓属。本种最早由比利时学者埃德蒙·德谢利斯·隆尚于1878年发表。